# Stellaria neogaea
Stellaria neogaea är en nejlikväxtart som beskrevs av Beguinot. Stellaria neogaea ingår i släktet stjärnblommor, och familjen nejlikväxter. Inga underarter finns listade i Catalogue of Life.